# Championnat du Liban de football 2018-2019
Navigation
Saison précédente Saison suivante
La saison 2018-2019 du Championnat du Liban de football est la cinquante-neuvième du championnat de première division libanaise. Le championnat regroupe les douze meilleures formations du pays au sein d'une poule unique où elles s'affrontent deux fois, à domicile et à l'extérieur. En fin de saison, les deux derniers du classement sont relégués et remplacés par les deux meilleurs clubs de deuxième division.
C'est Al Ahed Beyrouth qui remporte le championnat cette saison après avoir terminé en tête du classement final. Il s'agit du septième titre de champion du Liban de l'histoire du club.

## Les clubs participants
- Al-Ansar Club
- Safa Beyrouth
- Nejmeh SC
- Shabab Ghazieh SC - Promu de D2
- Tripoli SC
- Shabab Al Sahel - Promu de D2
- Salam Zgharta
- Al Tadamon Tyr
- Nabi Sheet est renommé Bekaa Sport Club
- Al Ahed Beyrouth
- Racing Club de Beyrouth
- Al Akha Ahly

- le 14 juillet 2018, Nabi Sheet annonce son changement de nom en Bekaa Sport Club[1].

## Compétition

### Classement
| Rang | Équipe                  | Pts | J  | G  | N | P  | Bp | Bc | Diff |
| ---- | ----------------------- | --- | -- | -- | - | -- | -- | -- | ---- |
| 1    | Al Ahed Beyrouth'T'C    | 59  | 20 | 19 | 2 | 1  | 40 | 9  | +31  |
| 2    | Al-Ansar Club           | 49  | 22 | 15 | 4 | 3  | 53 | 18 | +35  |
| 3    | Nejmeh SC               | 48  | 22 | 15 | 3 | 4  | 36 | 17 | +19  |
| 4    | Al Akha Ahly            | 33  | 22 | 10 | 3 | 9  | 28 | 32 | -4   |
| 5    | Shabab Al SahelP        | 28  | 22 | 8  | 4 | 10 | 32 | 32 | 0    |
| 6    | Shabab Ghazieh SCP      | 24  | 22 | 6  | 6 | 10 | 24 | 31 | -7   |
| 7    | Al Tadamon Tyr          | 23  | 22 | 5  | 8 | 9  | 16 | 21 | -5   |
| 8    | Tripoli SC              | 23  | 22 | 5  | 8 | 9  | 14 | 26 | -12  |
| 9    | Salam Zgartha           | 22  | 22 | 5  | 7 | 10 | 15 | 30 | -15  |
| 10   | Safa Beyrouth           | 22  | 22 | 5  | 7 | 10 | 16 | 29 | -13  |
| 11   | Racing Club de Beyrouth | 21  | 22 | 5  | 6 | 11 | 22 | 32 | -10  |
| 12   | Bekaa SC                | 13  | 22 | 3  | 4 | 15 | 19 | 38 | -19  |

|  | Qualification pour la Coupe de l'AFC 2020                              |
|  | Qualification pour le tour préliminaire de la Coupe de l'AFC 2020      |
|  | Relégation en deuxième division                                        |
|  | T : Tenant du titre C : Vainqueur de la Coupe du Liban P : Promu de D2 |

- source
- Al-Ansar Club qualifié pour le tour préliminaire de la Coupe de l'AFC 2020, le champion étant également vainqueur de la Coupe du Liban.

## Bilan de la saison
| Championnat du Liban de football 2018-2019                        |                             |
| Champion                                                          | Al Ahed Beyrouth (7e titre) |
| Qualifications continentales                                      |                             |
| Coupe de l'AFC 2020                                               | Al Ahed Beyrouth            |
| Coupe de l'AFC 2020                                               | Al-Ansar Club               |
| Promotions et relégations                                         |                             |
| Promus en Premier League                                          | Bourj FC                    |
| Promus en Premier League                                          | Shabab El-Bourj SC          |
| Relégués en Championnat du Liban de football de deuxième division | Racing Club de Beyrouth     |
| Relégués en Championnat du Liban de football de deuxième division | Bekaa SC                    |